# Kotel na tuhá paliva
Kotel na tuhá paliva je druh kotle, který využívá jako palivo využívá látky v pevném skupenství – obvykle uhlí, dřevo nebo biomasu. Moderní kotle na tuhá paliva je obvykle možné ovládat elektronicky, palivo dobře spalují (jen s minimem popela) a mají jen minimální emise. Naopak staré kotle tuhá paliva patří k častým lokálním zdrojům znečištění ovzduší.
Kotel na tuhá paliva může být buď automatický, nebo s ručním přikládáním. Automatické kotle na tuhá paliva obvykle spalují dřevní pelety. Ty se dávkují ze zásobníku a do topeniště se dopravují pomocí šnekového zařízení. Automatický kotel na tuhá paliva pro svou činnost potřebuje elektřinu – jeho odběr je obvykle okolo 60 W.
Moderní kotel na tuhá paliva se často doplňují o řídicí jednotku, která se stará o spínání i regulaci výkonu. Řídicí jednotka kotle může být zapojena do systémů chytrých domácností.

## Princip fungování kotle na tuhá paliva
Hlavním účelem použití kotle je uvolňování tepelné energie, která je obsažena v palivech. Následně dochází k ohřívání teplonosného média.
Pokud hovoříme o kotlích určených k vyhřívání, existují dva druhy tohoto média: vzduch a voda. (1) Archivováno 6. 12. 2022 na Wayback Machine. Častěji pak roli teplonosného média plní voda. Následně může být energie akumulována a prostřednictvím tohoto média rozváděna dále. (2)
Kotle mohou v současných podmínkách při standardní úrovni tepelné izolace nemovitosti být vhodné pro plochu o celkové výměře od 50 m² do 240 m². Obecně výrobci zohledňují primárně požadavky zákazníků na nekomplikovanou obsluhu a maximální komfort. Z toho vyplývají další konstrukční specifika.

## Využití kotle na tuhá paliva
Princip zároveň závisí na typu užívaného pevného paliva. K těm se typicky zařazuje zejména dřevo nebo uhlí.
Kotle je v závislosti na typu použitého paliva nutné upravit. To je podmínkou optimálního spalování. To především znamená zajištění dostatečného přísunu vzduchu. Rovněž je nutno si při instalaci v domácnostech uvědomit, že k většině kotlů na tuhá paliva je potřeba vyřešit i skladovací prostor. (3) Archivováno 6. 12. 2022 na Wayback Machine.

## Základní rozdělení kotlů na tuhá paliva dle paliva
Kotle můžeme dále kategorizovat na různé skupiny. V první řadě se tak rozdělují podle druhu použitého paliva.
Jednotlivá provedení se rozlišují následovně: (4)
- teplovodní kotle na dřevo a brikety
- kotle na pelety
- kotle na uhlí
- kotle na štěpku
- kotle na spalování balíků slámy

Typicky se kotle využívají pouze pro jeden druh paliva, pro který byly původně zkonstruovány. Nicméně výrobci na trh dodávají i zařízení pro kombinovaný provoz. To v praxi znamená, že daný model umožňuje využít dva nebo i více druhů paliv najednou. (5)

## Rozdělení kotlů dle způsobů spalování paliva
Kotle lze rozdělit nejen na základě toho, jaké palivo se v zařízení spaluje, ale také v souvislosti s tím, jak k tomu dochází.
Technologie spalování tak rozeznává (6):
- kotle s horním spalování
- kotle se spodním spalováním

Podle preferovaného přísunu paliva dále existují:
- kotle poloautomatické

- kotle automatické

## Další kritéria členění kotlů na tuhá paliva
K dalším parametrům se řadí výkon a výhřevnosti. Stejně tak můžeme jednotlivé produkty na trhu podle nákladů potřebných na koupi a používání.
Mezi nejběžnější kotle využívané pro domácnosti v rámci topení lokálními topidly se z výše uvedeného rozdělení standardně řadí v první řadě teplovodní kotle, kotle na pelety, kotle na štěpku a stejně tak i kotle na uhlí. (7) Archivováno 6. 12. 2022 na Wayback Machine.

## Kotle na tuhá paliva se zásobníkem
Kotle na tuhá paliva mohou být rovněž opatřeny integrovaným zásobníkem. Jedná se o typ automatických zařízení. Velikost zásobníku určuje následnou použitelnost celého systému vytápění. Dimenzovány jsou jednotlivé rozličně. Zásobník například u kotlů na pelety tak typicky vydrží až několik dní. (8) Archivováno 6. 12. 2022 na Wayback Machine.
Výhodou tohoto typu je primárně jednoduchost jejich použití. Kotel proces přikládání automatizuje dle preferovaného nastavení. Uživatel se nemusí dále starat o komplikované přikládání.
K nevýhodám ale patří to, že vyšší míra komfortu s sebou nese i vyšší pořizovací cenu. Některé funkce jako například automatické vynášení popela navíc náleží i v této kategorii k již nadstandardnímu vybavení. (9)

## Emisní třídy kotlů
Emisní třídy se řadí k nejdůležitějším parametrům konkrétního zařízení. Toto značení upravuje norma ČSN EN 3035:2012. Ta kotle rozděluje do celkem 5 tříd následujícím způsobem:
Určující je pro ně stanovení emisí. To dále limituje jejich používání i potenciální zákaz prodeje. V případě, že se jedná o kotle, které se již nesmí vyrábět, mohou je obchodníci doprodávat, proto se s nimi na trhu stále setkat lze. Některé kotle se však nesmí již ani používat, viz následující tabulka:
| Emisní třída | Prodej zakázán od roku | Provoz zakázán od roku |
| 1            | 2018                   | 2022                   |
| 2            | 2018                   | 2022                   |
| 3            | 2018                   | Bez omezení            |
| 4            | Bez omezení            | Bez omezení            |
| 5            | Bez omezení            | Bez omezení            |